# Enrico Zen
Pour les articles homonymes, voir Zen (homonymie).
Enrico Zen (né le 2 février 1986 à Bassano del Grappa, dans la province de Vicence en Vénétie) est un coureur cycliste italien.

## Biographie
Après un essai dans l'équipe Kio Ene-Tonazzi-DMT en 2007 en tant que stagiaire, Enrico Zen rejoint finalement en 2009 l'équipe CSF Group Navigare grâce à sa victoire du Giro delle Valli Aretine.

## Palmarès
- 2008
  - Giro delle Valli Aretine
  - 2e étape du Tour de la Vallée d'Aoste
  - 2e de Schio-Ossario del Pasubio
  - 2e du Tour de la Vallée d'Aoste
  - 3e de la Coppa Città di San Daniele

## Classements mondiaux
| Année           | 2007  | 2008 | 2009 | 2010 |
| --------------- | ----- | ---- | ---- | ---- |
| UCI Europe Tour | 1108e | 161e | 939e | 711e |